# Giuseppe Grassi (Radsportler)
Giuseppe Grassi (* 5. Oktober 1942 in Seano di Carmignano) ist ein ehemaliger italienischer Radrennfahrer und Weltmeister.
Giuseppe Grassi war Profi von 1965 bis 1971. Sein größter Erfolg war der Sieg bei den UCI-Bahn-Weltmeisterschaften 1968 in Rom beim Steherrennen der Amateure, hinter Schrittmacher August Meuleman. Auf der Straße konnte er 1966 den Gran Premio Cemab gewinnen. Die Rennserie Trofeo Cougnet konnte 1966 für sich entscheiden.